# アルファタル
アルファタル（ブルガリア語: Алфата̀р, ラテン文字転写: Alfatar）は、ブルガリア北東部のシリストラ州にある町。シリストラの南18キロメートルに位置する。同名のアルファタル市の行政の中心地で、人口は1395人（2018年12月）。
南極のロバート島にあるアルファタル半島は、この町の名前に由来する。
人口の推移